# Obbligazione a tasso variabile
Una obbligazione a tasso variabile (che può essere garantita o non garantita) è un titolo obbligazionario originatosi per far fronte all'elevata volatilità del tasso d'interesse nei decenni 1980 e 1990. Il tasso di interesse in questi titoli è legato ad un tasso di interesse di mercato (ad es. quello dei titoli di Stato), e viene rettificato periodicamente sulla base dell'andamento dei tassi di mercato.
| Controllo di autorità | Thesaurus BNCF 13896 · LCCN (EN) sh86000772 · BNF (FR) cb13194085s (data) · J9U (EN, HE) 987007538891705171 |